# Pristimantis elegans
Espèce
Synonymes
- Liuperus elegans Peters, 1863
- Eleutherodactylus elegans (Peters, 1863)
- Hylodes fuhrmanni Peracca, 1914

Statut de conservation UICN

 VU B1ab(iii) : Vulnérable
Pristimantis elegans est une espèce d'amphibiens de la famille des Craugastoridae.

## Répartition
Cette espèce est endémique du versant Est de la cordillère Orientale en Colombie. Elle se rencontre dans les départements de Cundinamarca et de Boyacá entre 2 600 et 3 300 m d'altitude.

## Description

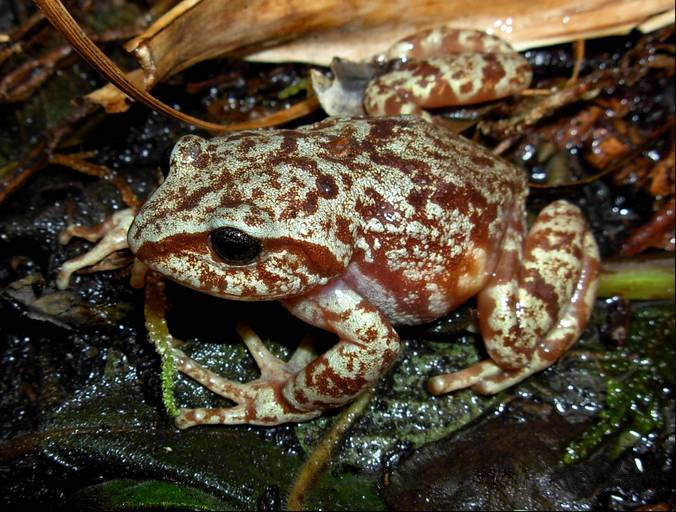
Pristimantis elegans

L'holotype mesure 20 mm.

## Publication originale
- Peters, 1863 : Fernere Mittheilungen über neue Batrachier. Monatsberichte der Königlich Preussischen Akademie der Wissenschaften zu Berlin, vol. 1863, p. 445-470 (texte intégral).